# Wybory parlamentarne w Niemczech w 1976 roku
Wybory do niższej izby parlamentu Republiki Federalnej Niemiec (Bundestagu), odbyły się 3 października 1976 roku. Ponownie zwyciężyła koalicja SPD-FDP, kanclerzem pozostał Helmut Schmidt.

## Wyniki wyborów
| Partia                                  | Głosy      | %      | Zmiana | Miejsca | Zmiana | % miejsc |
| --------------------------------------- | ---------- | ------ | ------ | ------- | ------ | -------- |
| Sozialdemokratische Partei Deutschlands | 16,099,019 | 42.56% | -3.29% | 214     | -16    | 43.1%    |
| Freie Demokratische Partei              | 2,995,085  | 7.92%  | -0.44% | 39      | -2     | 7.9%     |
| Christlich-Demokratische Union          | 14,367,302 | 37.99% | +2.8%  | 190     | +13    | 38.3%    |
| Christlich-Soziale Union                | 4,027,499  | 10.65% | +1.0%  | 53      | +5     | 10.7%    |
| Inne partie                             | 333,595    | 0.88%  |        | 0       |        | 0.0%     |
| Razem                                   | 37,822,500 | 100.0% |        | 496     | +0     | 100.0%   |